# Nickelodeon Kids' Choice Awards 2009
Nickelodeon Kid's Choice Awards 2009 é
a vigésima segunda edição do Nickelodeon Kids' Choice Awards e ocorreu em 28 de março de 2009. Dwayne "The Rock" Jonhson foi anunciado como anfitrião do evento.

## Anfitrião
- Dwayne "The Rock" Johnson[2]

## Apresentadores
- Miranda Cosgrove
- Zac Efron
- Hugh Jackman
- George Lopez
- Keke Palmer
- Robert Pattinson
- Queen Latifah
- Amy Poehler
- Ben Stiller
- Alex Wolff
- Nat Wolff

## Nomeados

### Filmes
| - Bedtime Stories - The Dark Knight - High School Musical 3: Senior Year (Ganhador) - Iron Man - Bolt - Kung Fu Panda - Madagascar: Escape 2 Africa (Ganhador) - WALL-E - Jack Black (Po, Kung Fu Panda) (Ganhador) - Jim Carrey (Horton, Horton Hears a Who!) - Miley Cyrus (Penny, Bolt) - Ben Stiller, (Alex, Madagascar: Escape 2 Africa) | - Jim Carrey (Yes Man) - George Lopez (Beverly Hills Chihuahua) - Adam Sandler (Bedtime Stories) - Will Smith (Hancock) (Ganhador) - Jennifer Aniston (Marley & Me) - Anne Hathaway (Get Smart) - Reese Witherspoon (Four Christmases) - Vanessa Hudgens (High School Musical 3: Senior Year) (Ganhadora) |

### Músicas
| - I Kissed a Girl (Katy Perry) - Don't Stop the Music (Rihanna) - Kiss Kiss (Chris Brown featuring T-Pain) - Single Ladies (Beyoncé) (Ganhador) - Daughtry - Jonas Brothers (Ganhador) - Linkin Park - Pussycat Dolls | - Chris Brown - Jesse McCartney (Ganhador) - Kid Rock - T-Pain - Beyoncé - Miley Cyrus (Ganhadora) - Alicia Keys - Rihanna |

### Televisão
| - Hannah Montana - iCarly (Ganhador) - The Suite Life of Zack & Cody - Zoey 101 - Miranda Cosgrove (iCarly) - Miley Cyrus (Hannah Montana) - America Ferrera (Ugly Betty) - Selena Gomez (Wizards of Waverly Place) (vencedora) - The Fairly OddParents - Phineas and Ferb - The Simpsons - SpongeBob SquarePants (vencedor) | - America's Next Top Model - American Idol (Ganhador) - Are You Smarter Than a 5th Grader? - Deal or No Deal - Jason Lee (My Name Is Earl) - Dylan Sprouse (The Suite Life of Zack & Cody) (Ganhador) - Cole Sprouse (The Suite Life of Zack & Cody) - Nat Wolff (The Naked Brothers Band) |

### Esportes
| - LeBron James - Michael Phelps - Peyton Manning (Ganhador) - Tiger Woods | - Candace Parker (Ganhador) - Danica Patrick - Serena Williams - Venus Williams |

### Outras Categorias
| - Guitar Hero World Tour (Ganhador) - Mario Kart Wii - Mario Super Sluggers - Rock Band 2 | - Diary of a Wimpy Kid - Diary of a Wimpy Kid Do It Yourself Book - Harry Potter series - Twilight series (Ganhador) |